# Tiina Elina Nurminen
Tiina Elina Nurminen, född 17 april 1967 i Helsingfors, är en finländsk konstnär. 
Nurminen studerade 1987–1988 vid Fria konstskolan, 1989–1994 vid Bildkonstakademin 1989–1994 (magisterexamen i bildkonst) och 1995–1997 vid Staatliche Hochschule für die Bildende Künste i Frankfurt am Main med Per Kirkeby som lärare. Hon ställde ut första gången 1992 och är känd för sina stora abstrakta, personliga och tekniskt intressanta, ofta monokroma målningar i olja eller akrylfärger, som har gjort henne till en av de mera svårtolkade, men centrala yngre målarna och färgkonstnärerna i Finland på 1990-talet. Hon undervisade 2002 vid konstskolan i Björneborg.